# Nares-szoros
A Nares-szoros (angolul Nares Strait, dánul Nares Strædet, franciául Détroit de Nares) az év nagy részében befagyott víziút Grönland nyugati és a Kanadához tartozó Ellesmere-föld keleti partja között.
Nevét arról a Sir George Strong Naresről kapta, akit a Brit Admiralitás bízott meg azzal, hogy hajózzon el az Északi-sarkig. Ő 1875-ben indult útjára, megállapította, hogy a sark hajón nem érhető el, és 1876-ban visszatért Angliába. Eredményeinek hatására a Brit Királyi Haditengerészet visszavonult a sarkvidék felfedezésének támogatásától, és a közvélemény támogatása is alábbhagyott. Ezt a nevet Dánia és Kanada csak 1964-ben fogadta el.

## Természeti földrajza

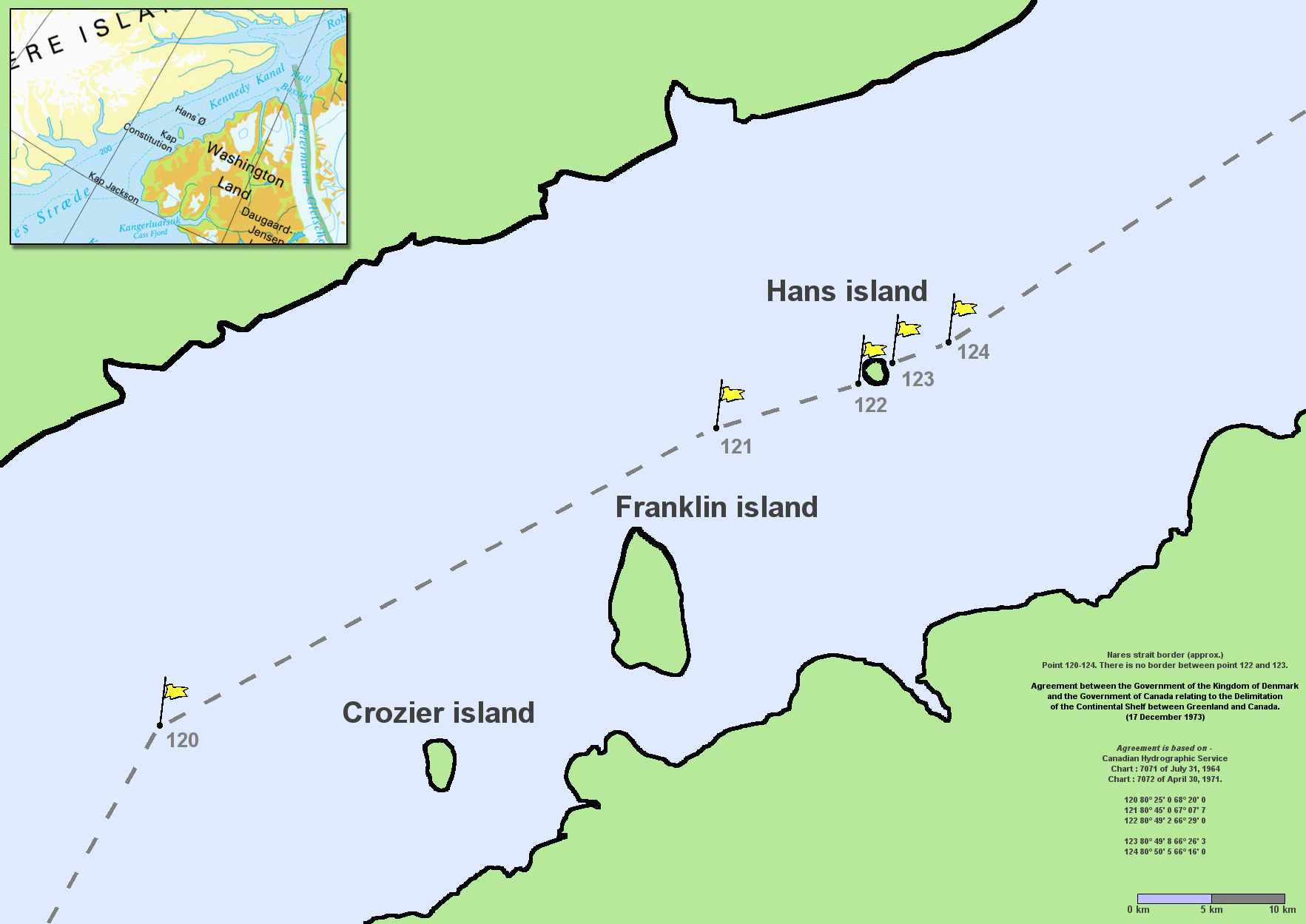
A Kennedy-csatorna a Hans-szigettel

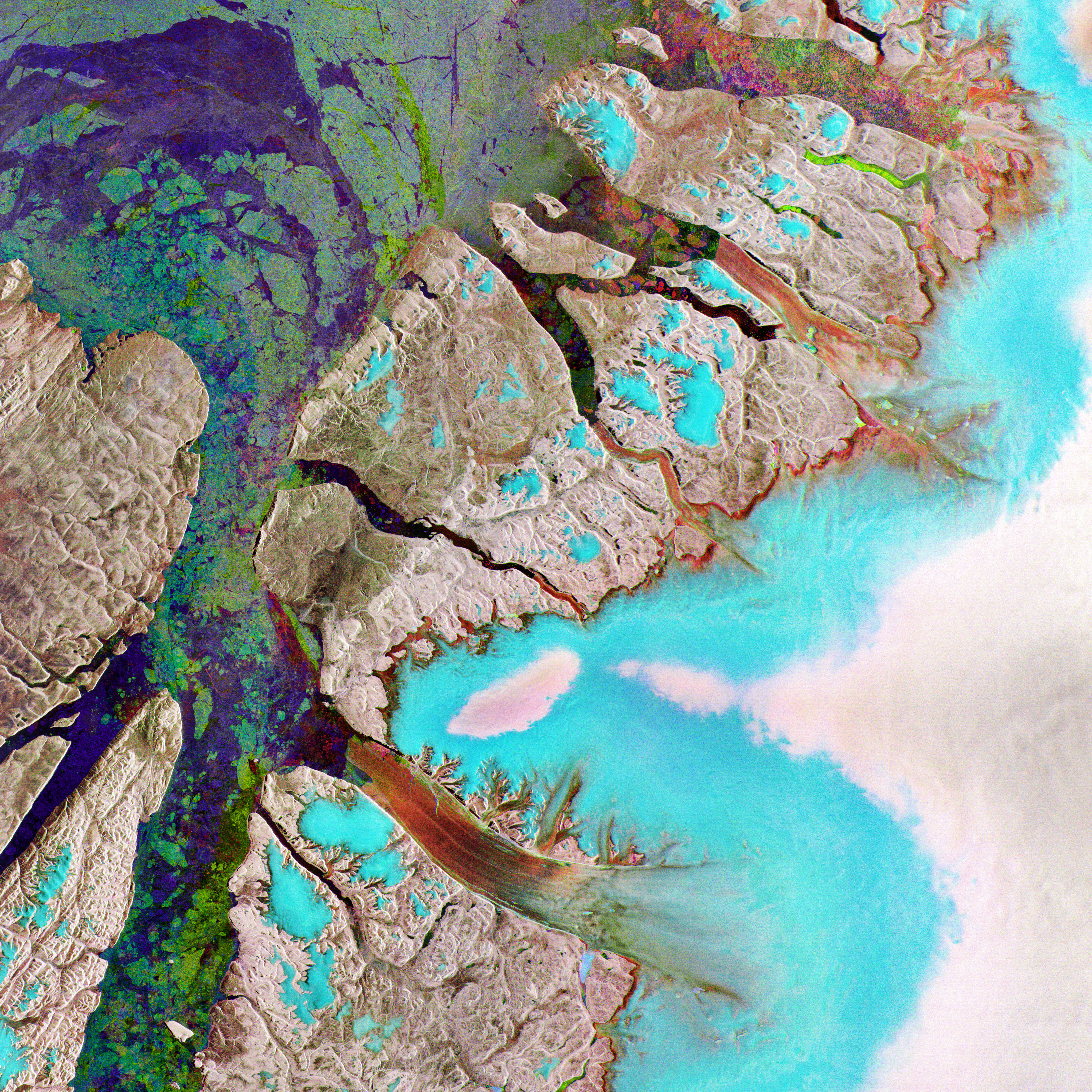
A Lincoln-tenger és a Robeson-csatorna radartérképe jobboldalt középen az északi félteke leghosszabb gleccserével, a Petermann-gleccserrel

A Baffin-öblöt köti össze a Lincoln-tengerrel. Vize a Jeges-tengerben kialakult Beaufort-körforgás hatására szinte állandóan és meglehetős erősen délnek áramlik, megnehezítve ezzel a hajózást. 1962–1964-ben egy 20 km hosszú és 10 km széles jégmező úszott végig rajta a Lincoln-tengerből a Baffin-öbölbe. A hajózásra legkedvezőbb hónap az augusztus, de a sodródó jégtáblák és jéghegyek miatt még ekkor is leginkább jégtörőknek ajánlott. Júniusban először 2009-ben sikerült rajta végighajózni.
A hosszan elnyúló tengerszoros kiszélesedő öblökre és keskeny csatornákra tagolódik. Ezek nevei délről észak felé haladva:
- a Smith-szoros (Smith Sound) 93 km hosszú és 64 km széles,
- a Kane-öböl (Kane Basin),
- a 204 km hosszú 26 km széles Kennedy-csatorna (Kennedy Channel),
- a Hall-öböl (Hall Basin) és végül
- a kb. 60 km hosszú és mindössze 18,5 km széles Robeson-csatorna (Robeson Channel).[2]

## Politikai és társadalomföldrajzi helyzete
Középvonalában húzódik a Dániához tartozó Grönland és Kanada Nunavut territóriumának határa. Ezt a szoros nagy részén egy 1973-ban kötött szerződésben rögzítették, de kimaradt belőle egy rövid szakasz, ugyanis a szorosból éppen annak elvi középvonalán kiemelkedő és mindössze 1,3 négyzetkilométeres Hans-szigetre Dánia és Kanada is igényt tartott. A szigetet 1933-ban a Nemzetek Szövetsége Dániának ítélte, de a szervezet feloszlása óta Kanada azt ismét magáénak követelte. 2022-ben a két ország a határkérdésben kiegyezett egymással, azóta a sziget déli fele Dániához, az északi fele pedig Kanadához tartozik, ezáltal a két ország már nemcsak tengeren, hanem szárazföldön is határossá vált egymással.
Partvidékét zömmel eszkimók lakják. A Thule-kultúra népe a 13. század elején érte el a szorost, és került hektikus kapcsolatba az azt hosszabb ideje használó vikingek telepeivel. A régészek a Ruin-szigeten mindkét nép tárgyait megtalálták.

## Fordítás
Ez a szócikk részben vagy egészben  a   Nares Strait című angol Wikipédia-szócikk ezen változatának fordításán alapul.  Az eredeti cikk szerkesztőit annak laptörténete sorolja fel. Ez a jelzés csupán a megfogalmazás eredetét és a szerzői jogokat jelzi, nem szolgál a cikkben szereplő információk forrásmegjelöléseként.